# Aphaniosoma sexvittatum
Aphaniosoma sexvittatum är en tvåvingeart som beskrevs av Lamb 1914. Aphaniosoma sexvittatum ingår i släktet Aphaniosoma och familjen gulflugor. Inga underarter finns listade i Catalogue of Life.